# Harlan F. Stone
Harlan Fiske Stone (11 de Outubro de 1872 – 22 de Abril de 1946) foi um advogado e jurista norte-americano que atuou como Juiz Associado da Suprema Corte dos Estados Unidos de 1925 a 1941 e, em seguida, como Chefe de Justiça dos Estados Unidos de 1941 até sua morte em 1946. Ele também serviu como Procurador-Geral dos Estados Unidos de 1924 a 1925 sob o presidente Calvin Coolidge, com quem frequentou o Amherst College quando jovem. Seu ditado mais famoso era: "Os tribunais não são o único órgão do governo que deve ter capacidade de governar".

## Vida
Nascido em Chesterfield, New Hampshire, Stone praticou direito na cidade de Nova York após se formar na Columbia Law School. Ele se tornou o reitor da Columbia Law School e parceiro da Sullivan & Cromwell. Durante a Primeira Guerra Mundial, ele serviu no Conselho de Inquérito do Departamento de Guerra, que avaliou a sinceridade dos objetores de consciência. Em 1924, o presidente Calvin Coolidge nomeou Stone como procurador-geral. Stone procurou reformar o Departamento de Justiça após vários escândalos que ocorreram durante a administração do presidente Warren G. Harding. Ele também perseguiu vários processos antitruste contra grandes corporações.
Em 1925, Coolidge indicou Stone para a Suprema Corte para suceder a aposentadoria do juiz associado Joseph McKenna, e Stone obteve a confirmação do Senado com pouca oposição. No Tribunal de Taft, Stone juntou-se aos juízes Holmes e Brandeis para pedir contenção judicial e deferência à vontade legislativa. No Tribunal de Hughes, Stone e os juízes Brandeis e Cardozo formaram um bloco liberal chamado os Três Mosqueteiros, que geralmente votava a favor da constitucionalidade do New Deal. Suas opiniões majoritárias em Estados Unidos v. Darby Lumber Co. (1941) e Estados Unidos v. Carolene Products Co. (1938) foram influentes na definição de padrões de escrutínio judicial.

Em 1941, o presidente Franklin D. Roosevelt nomeou Stone para suceder ao aposentado Charles Evans Hughes como chefe de justiça, e o Senado rapidamente confirmou Stone. O Tribunal de Stone presidiu vários casos durante a Segunda Guerra Mundial, e a opinião majoritária de Stone em Ex parte Quirin manteve a jurisdição de um tribunal militar dos Estados Unidos sobre o julgamento de oito sabotadores alemães. Sua opinião majoritária em International Shoe Co. v. Washington (1945) foi influente no que diz respeito à jurisdição pessoal. Stone foi o Chefe de Justiça em Korematsu vs. Estados Unidos (1944), determinando a exclusão de nipo-americanos em campos de internamento como constitucional. Stone serviu como Chefe de Justiça até sua morte em 1946. Ele teve um dos menores mandatos de qualquer Chefe de Justiça e foi o primeiro Chefe de Justiça a não ter servido em um cargo eletivo.